# Спаредняк
45°16′ пн. ш. 15°35′ сх. д. / 45.26° пн. ш. 15.59° сх. д.
Спаредняк (хорв. Sparednjak) — населений пункт у Хорватії, в Карловацькій жупанії у складі міста Слунь.

## Населення
Населення за даними перепису 2011 року становило 3 осіб.
Динаміка чисельності населення поселення: